# Làcares (retòric)
Làcares (en llatí Lachares, en grec Λαχάρης) va ser un retòric atenenc del segle v, sota els emperadors Marcià i Lleó I.
Va ser deixeble d'Heracleó d'Egipte i va instruir a moltes eminències del seu temps com ara Nicolau de Mires, Asteri, Procle, Superià, Dioscòrides, germà d'Hipparc i Nicolau, i d'altres. A Suides se l'elogia sobre manera, i tant aquí com Marí diuen que era de caràcter noble i un orador molt popular en el seu temps.
Al Suides es mencionen diverses obres seves, que s'han perdut:
- Περὶ κώλου, καὶ κόμματος, καὶ περιόδου
- Διαλέξεις, o Disputationes
- Ἰστορία ἡ κατὰ Κορνοῦτον, que no se sap si era una obra històrica o retòrica
- Ἐκλογαὶ ῥητορικαὶ κατὰ στοιχεῖον, una selecció de passatges d'oradors grecs per ordre alfabètic.[1]